# Hirrlingen
Hirrlingen es un municipio situado en el distrito de Tubinga, en el estado federado de Baden-Wurtemberg (Alemania), con una población a finales de 2016 de unos 3052 habitantes.
Se encuentra ubicado en el centro del estado, en la región de Tubinga, a poca distancia de la orilla del rio Neckar —un afluente derecho del Rin—.